# Auloserpusia olivacea
Auloserpusia olivacea är en insektsart som beskrevs av Willy Adolf Theodor Ramme 1929. Auloserpusia olivacea ingår i släktet Auloserpusia och familjen gräshoppor. Inga underarter finns listade i Catalogue of Life.